# Becky Soundy
Rebeca Lourdes García Soundy (San Salvador, 11 de abril de 1993), conocida como Becky Soundy, es una educadora de sordos y youtuber salvadoreña. Enseña lengua de señas salvadoreña (LESSA) y lengua de señas americana (ASL). Su canal de YouTube tiene como objetivo aumentar la conciencia social sobre la cultura de las personas sordas y la lengua de señas. Tiene a su cargo alumnos de todas las edades, desde parvularia hasta universitarios.Es licenciada en Educación Especial con maestría en Educación Digital E-Learning y redes sociales. Actualmente crea los contenidos de videos en sus redes sociales como Instagram y TikTok en Lengua de Señas Salvadoreña (LESSA).

## Biografía
Soundy nació en San Salvador el 11 de abril de 1993. Su madre Yanira es autora y abogada. Cuando Soundy tenía nueve meses, le diagnosticaron una pérdida auditiva profunda debido a una reacción a un antibiótico. Comenzó su educación en Escuela Cristiana para Sordos, dónde adquirió la lengua de señas americana (ASL) Después del sexto grado, fue transferida a una escuela secundaria ordinaria. En 2017 se graduó con una licenciatura en Ciencias de la Educación (especialidad en Educación Especial ) de la Universidad Evangélica de El Salvador. En 2013, realizó una presentación ante la Organización de las Naciones Unidas   (ONU) sobre los derechos humanos de los salvadoreños sordos. Es la primera salvadoreña profundamente sorda en obtener un título en educación especial.
Soundy fue directora de capacitaciones en Fundación Manos Mágicas como voluntaria desde a sus 18 años de edad. Durante la pandemia de COVID-19 en El Salvador, Decidió crear propio proyecto para trabajar de forma profesional independiente. Entonces fundó LESSA Virtual, comenzó a ofrecer clases en línea en LESSA  para reivindicar los métodos de enseñanza tras la suspensión de clases presenciales. Gracias a eso, pudo capacitar y enseñar a más personas oyentes en todo El Salvador También ha fundado EDUCASORDO, una plataforma y centro de terapia educativa para los niños, niñas y adolescentes sordos. En ambos proyectos  produce material educativo e inclusivo para la comunidad sorda de forma virtual para enseñar Lengua de señas y contribuir a que la comunidad oyente comprenda a la comunidad sorda. Además de la educación, ha participado en grupos de trabajo con otras ONG para cuestiones de derechos humanos, incluidas campañas contra la trata de personas con discapacidad.
Soundy inició un canal de YouTube llamado Becky Soundy TV en julio de 2017 para crear conciencia sobre la lengua de señas. También tiene cuentas asociadas en Instagram y Facebook. En julio de 2019, se convirtió en presentadora del programa matutino de Canal 12 Hola El Salvador. Participó en los eventos de la Semana Internacional de Sordos 2020 realizados por los medios colombianos Radiónica y RTVC Sistema de Medios Públicos.